# Texas blues
O Texas blues é um sub-gênero do blues, não sendo limitado a músicos do Texas. O estilo tem algumas variações, mas é tipicamente tocado com mais swing que outros estilos de blues.

## Características distintas
O Texas blues difere de outros estilos como o Chicago blues pelo uso de instrumentos e sons, especialmente a pesada utilização da guitarra elétrica. Músicos como Stevie Ray Vaughan contribuíram utilizando vários tipos de solos de guitarra como a slide guitar e diferentes melodias e blues e jazz. O Texas blues também tem nos solos de guitarra pontes nas canções.

## História
O Texas Blues começou a aparecer no começo do século XX entre afro-americanos que trabalhavam nos campos e ranchos de óleo e de madeira. Na década de 1920, Blind Lemon Jefferson inovou o estilo ao usar improvisações como as do jazz e um acorde único para o acompanhamento da guitarra; a influência de Jefferson definiu o campo de ação do estilo e serviu de base para outros artistas posteriores, como Lightnin' Hopkins e T-Bone Walker. Durante a Grande Depressão, na década de 1930, muitos bluesmen se mudaram para cidades como Galveston, Houston e Dallas. Foi desses centrios urbanos que uma nova onda de músicos apareceu, incluindo o slide guitarrista e cantor gospel Blind Willie Johnson e o lendário vocalista Big Mama Thornton. T-Bone Walker foi para Los Angeles para gravar o seu mais influente trabalho na década de 1940. A sua influência pelo R&B e o imitando uma guitarra solo tornariam-se também uma influência para o som do blues elétrico que foi aprefeiçoado em Chicago por artistas como Muddy Waters. O estado da indústria gravadora de R&B estava baseada em Houston, com selos como Duke/Peacock, que nos anos de 1950 se tornaram uma base para artistas que depois fariam o blues elétrico do Texas, incluindo Johnny Copeland e Albert Collins. Freddie King, uma grande influência para o blues elétrico, nasceu no Texas, mas se mudou para Chicago quando adolescente. A sua canção instrumental "Hide Away" (1961), foi interpretada por músicos, e ,entre eles, Eric Clapton.
No final da década de 1960 e no começo da seguinte, o Texas blues elétrico começou a prosperar, influenciado pela música country e pelo blues-rock, particularmente nos clubes de Austin. O estilo frequentemente apresentava instrumentos como teclados e instrumentos de sopro, mas tinha uma ênfase especial nos solos de guitarra. Os mais proeminentes artistas emergentes era os irmãos Johnny e Edgar Winter, que combinaram estilos tradicionais e do sul dos EUA. Nos anos 70, Jimmy formou The Fabulous Thunderbirds e na década de 1980, o seu irmão, Stevie Ray Vaughan, apareceu no mainstream com seu jeito virtuoso de tocar guitarra, assim como fez a ZZ Top com a sua marca de Southern rock.

## Músicos notáveis
- Albert Collins
- The Fabulous Thunderbirds
- Lightnin' Hopkins
- Blind Lemon Jefferson
- Billy Gibbons
- Freddie King
- Leadbelly
- Mance Lipscomb
- Delbert McClinton
- Joe Pullum
- Guitar Shorty
- Big Mama Thornton
- Jimmie Vaughan
- Stevie Ray Vaughan
- T-Bone Walker
- Johnny Winter
- Canned Heat
- Mance Lipscomb
- ZZ Top